# Krimibolygó
A Krimibolygó a Mézga Aladár különös kalandjai című magyar rajzfilmsorozat hatodik része, a sorozat epizódjaként a Mézga család tizenkilencedik része.

## Cselekmény
|  | Alább a cselekmény részletei következnek! |

A Mézga család átmegy Máris szomszédhoz krimit nézni, Aladár viszont inkább útnak indul Blökivel. Leszállnak egy bolygón, ahol már szinte a megérkezésüket követően tüzet nyitnak rájuk. Gengszterek egy csoportja fogságba ejt egy ártatlan fiatal lányt, akivel elhajtanak. Hamarosan megérkezik a rendőrség, akiktől Aladár megtudja, hogy ezen a bolygón krimiírók vették át a hatalmat, és bizonyos ünnepnapokhoz kötődően változnak a szerepeik. Valaki vagy bűnöző, vagy rendőr, vagy áldozat, és amikor megszólal a váltást jelző harang, a szerepek felcserélődnek. Aladár a lány elfogása miatt feljelentést akar tenni, de épp ekkor történik meg a szerepcsere, és a martalócokká avanzsált egykori rendőrök elviszik magukkal a Gulliverklit. Egyetlen megoldásként felkeresik a Riadó Kiadót, ahol találkoznak a Legfőbb Íróval. Elhitetik vele, hogy a hegedűtok egy újfajta fegyver, ami nem az ezerszer elkoptatott krimi-klisé, amit mindig meg kell írnia. Ily módon trükkösen szerzik vissza az űrhajót és tudnak visszatérni a Földre.
|  | Itt a vége a cselekmény részletezésének! |

## Alkotók
- Rendezte: Nepp József, Ternovszky Béla
- Írta: Nepp József, Romhányi József
- Dramaturg: Komlós Klári
- Zenéjét szerezte: Deák Tamás
- Operatőr: Bacsó Zoltán
- Hangmérnök: Bársony Péter
- Vágó: Hap Magda
- Lektor: Lehel Judit
- Háttér: Magyarkúti Béla
- Rajzolták: Apostol Éva, Bakai Károlyné, Bánki Katalin, Bélay Tibor, Cser Tamásné, Hernádi Tibor, Jónák Tamás, Kaim Miklós, Kálmán Katalin, Koltai Jenő, Kovács István, Lőcsey Vilmosné, Lőte Attiláné, Rajkai György, Rofusz Ferenc, Szemenyei András, Szemenyei Mária, Zsilli Mária
- Munkatársak: Csonka György, Gyöpös Katalin, Kanics Gabriella, Kassai Klári, Kovács Klára, Zsebényi Béla
- Színes technika: Dobrányi Géza
- Gyártásvezető: Szigeti Ágnes
- Produkciós vezető: Gyöpös Sándor, Kunz Román

Készítette a Magyar Televízió megbízázásól a Pannónia Filmstúdió

## Szereplők
- Mézga Aladár: Némethy Attila
- Blöki: Szabó Ottó
- Mézga Géza: Harkányi Endre
- Mézgáné Rezovits Paula: Győri Ilona
- Mézga Kriszta: Földessy Margit
- Dr. Máris Ottokár: Tomanek Nándor
- TV-bemondó: Kern András
- Kriminália diktátornője: Pártos Erzsi
- Áldozati szőke nő: Kovács Klára
- Rendőrök: Deák B. Ferenc, Fodor Tamás
- Gesztenyés néninek álcázott bűnöző: Farkas Antal
- Rendőrökből bűnözők: Kautzky József, Csurka László
- Bűnözőből áldozati középkorú férfi: Tyll Attila
- Rendőrök a RIADÓ KIADÓ ajtajánál: Képessy József, Tordy Géza